# NGC 7253B
NGC 7253B est une galaxie spirale située dans la constellation de Pégase. NGC 7253B a été découverte par l'astronome allemand Albert Marth en 1863.

## Description
La vitesse de NGC 7253B par rapport au fond diffus cosmologique est de 4 165 ± 24 km/s, ce qui correspond à une distance de Hubble de 61,4 ± 4,3 Mpc (∼200 millions d'al).
NGC 7253B présente une large raie HI.
NGC 7253B forme une paire de galaxies en interaction gravitationnelle avec sa voisine NGC 7253A (PGC 68572). La paire figure dans l'atlas des galaxies particulières d'Halton Arp sous la cote Arp 278.
En raison d'une brillance de surface égale à 14,06 mag/am2, on peut qualifier NGC 7253B de galaxie à faible brillance de surface (LSB en anglais pour low surface brightness). Les galaxies LSB sont des galaxies diffuses (D) avec une brillance de surface inférieure de moins d'une magnitude à celle du ciel nocturne ambiant.
À ce jour, quatre mesures non basées sur le décalage vers le rouge (redshift) donnent une distance de 43,275 ± 9,931 Mpc (∼141 millions d'al), ce qui est à l'extérieur des valeurs de la distance de Hubble.

## Supernova
La supernova SN 2002jg a été découverte dans NGC 7253B le 23 novembre 2002 par M. Ganeshalingam et W. Li de l'Université de Berkeley, et M. Schwartz; dans le cadre du programme LOTOSS de l'observatoire Lick. D'une magnitude apparente de 17,0 au moment de sa découverte, elle était de type Ia.